# Rozwój układu przestrzennego Międzyrzecza
Układ przestrzenny Międzyrzecza na przestrzeni setek lat istnienia najpierw grodu i osad podgrodowych oraz późniejszego miasta podlegał licznym przekształceniom będących wynikiem rozwoju oraz innych czynników.

## Gród i osady przygrodowe

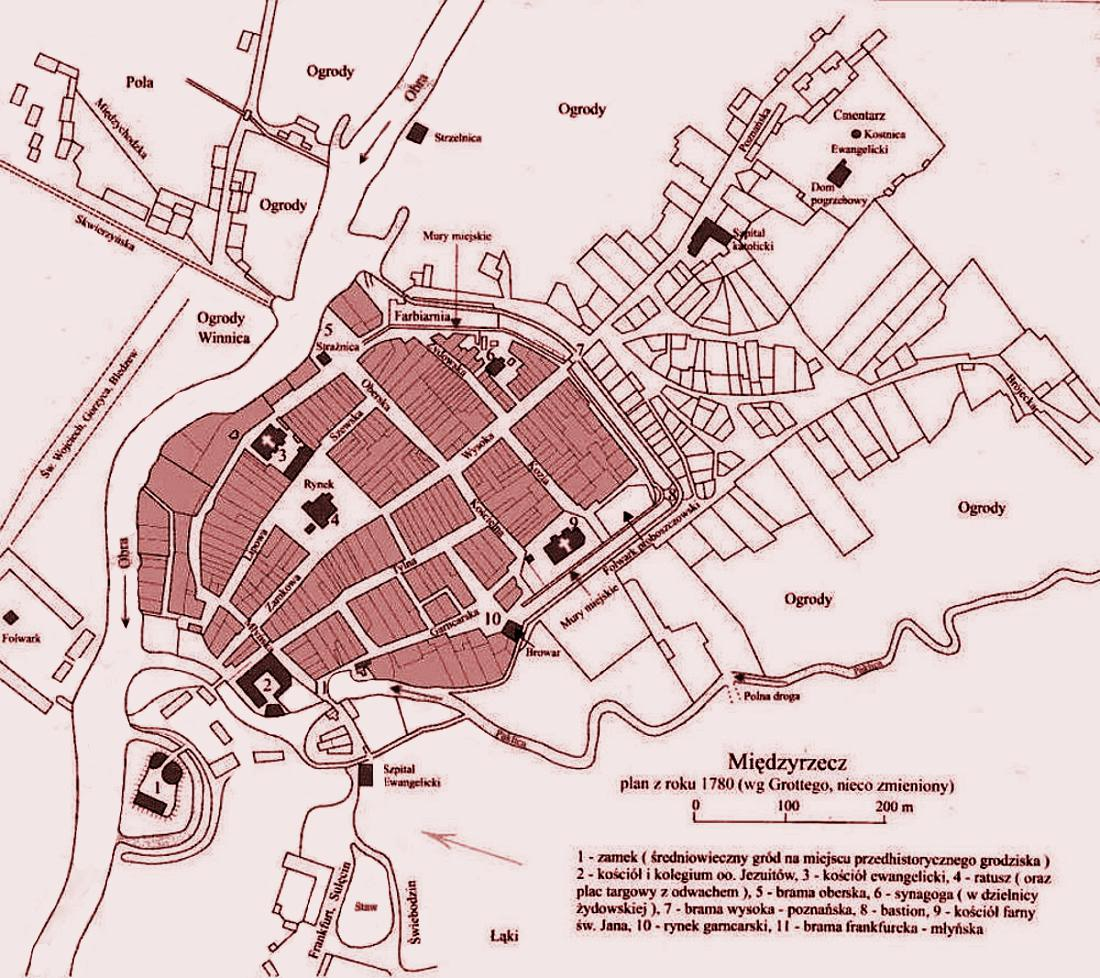
Plan miasta z 1780 roku

Najstarsza osada powstała na terenie obecnej wyspy zamkowej, w miejscu obecnego zamku. W drugiej połowie IX wieku osada zamieniona została w plemienny gródek. Gródek ten połączony był za pomocą grobli lub mostku nad zabagnioną dolinką z niewielką osadą (teren dzisiejszych ulic Podzamcze i Młyńska). Na przełomie wieku X i XI następuje dalszy rozwój. Obok grodu powstaje podgrodzie, natomiast wzdłuż dzisiejszej ulicy Garncarskiej wykształciła się osada targowa. Po drugiej stronie Obry, naprzeciw grodu istniało osiedle rolnicze. W wieku XII osadnictwo rozwija się wzdłuż dzisiejszych ulic Kazimierza Wielkiego i Mieszka I, w kierunku do Santoka. W sąsiedztwie dzisiejszego mostu miejskiego powstała także kolejna osada. W tym samym czasie życie gospodarcze ludności z grodu i podgrodzia przenosi się do osady targowej (ulica Garncarska - dawniej Rynek Garncarski).

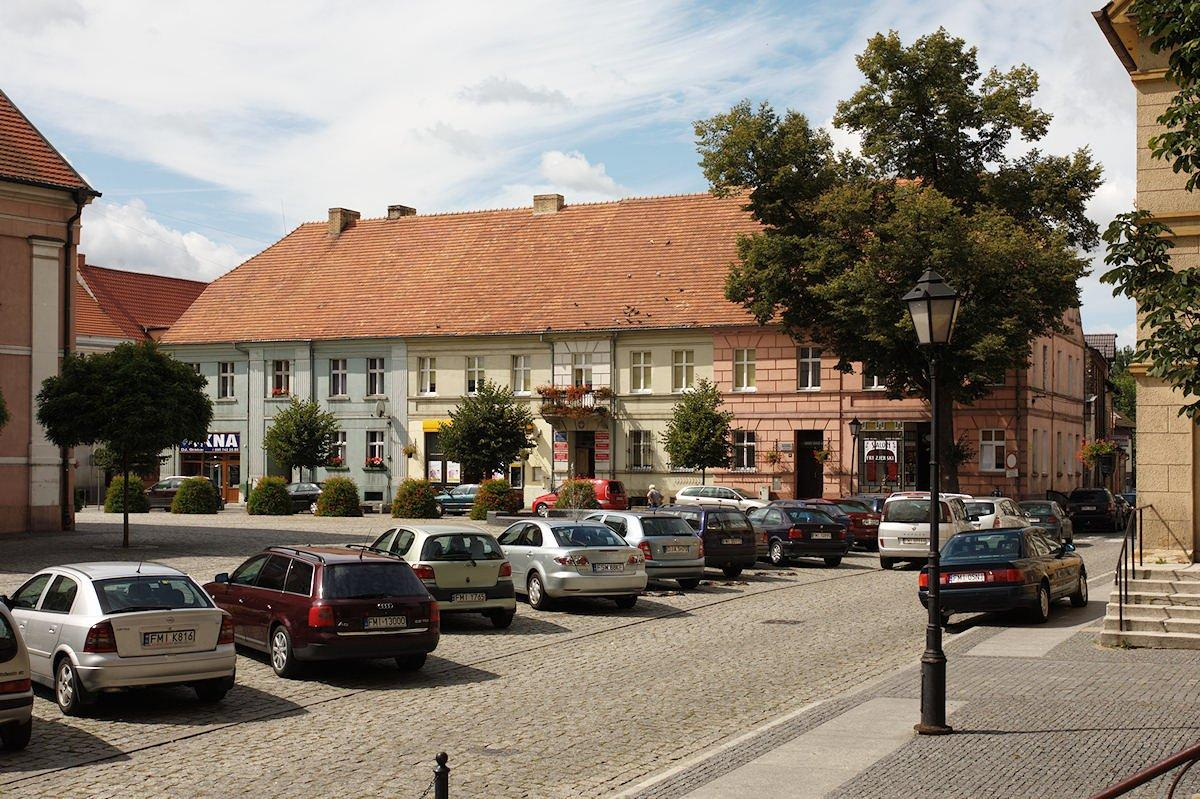
Rynek w Międzyrzeczu

## Miasto lokacyjne
W wyniku aktu lokacyjnego Międzyrzecza, w 1248 roku w układzie przestrzennym zachodzą znaczące zmiany. Zabudowa wraz z siatką ulic rozwija się w kierunku północnym. W centrum powstał rynek w kształcie trapezu. Z naroży założenia wybiegały cztery ulice (dziś od północy są to Lipowa i Wesoła, od południa ul. Młyńska). Najważniejsza była ulica południowa w szlaku Poznań - Lubusz. Przedłużeniem ulicy w kierunku Poznania jest dzisiejsza ulica 30 stycznia. Na zapleczu rynku poprowadzono ulice; dziś Ogrodowa i Chłodna. Wszystkie te najważniejsze ulice zbiegały się u wjazdu na teren wyspy zamkowej, tworząc w ten sposób wachlarzowaty układ. Poprzecznie do tych ulic przebiegały także drogi łączące poszczególne kwartały zabudowy. Główną ulicą poprzeczną jest dzisiejsza ul. Kazimierza Wielkiego prowadząca do mostu miejskiego.

## Układ do roku 1793
Zmiany w układzie przestrzennym następowały także w czasach nowożytnych. Związane to było z rozwojem miasta oraz w głównej mierze pożarami i działaniami zbrojnymi, które prowadziły do korekt niektórych ulic. Najistotniejszym było powstanie dwóch przedmieść: poznańskim i brójeckim w XVI wieku. Dotychczas miasto było ściśnięte w obrębie murów miejskich. Pierwsze z przedmieść związane było z traktem na Poznań, natomiast drugie z drogą na Brójce. Układ ulic i zabudowy był w dużej mierze chaotyczny. Na wschód od zabudowań istniał cmentarz ewangelicki z początków XVII wieku (dziś na jego terenie znajduje się park) oraz wybudowany w późniejszym okresie katolicki z XIX wieku (istniejący do dziś). Od strony wschodniej biegł rów wodny łączący Obrę i Paklicę. W obecnej prawobrzeżnej części Międzyrzecza leżały dobra i folwark zamkowy (Winnica), które były wyłączone spod władzy miejskiej. Do czasów drugiego rozbioru Polski w Międzyrzeczu nie zachodzą istotniejsze zmiany.

## 1793 - 1945

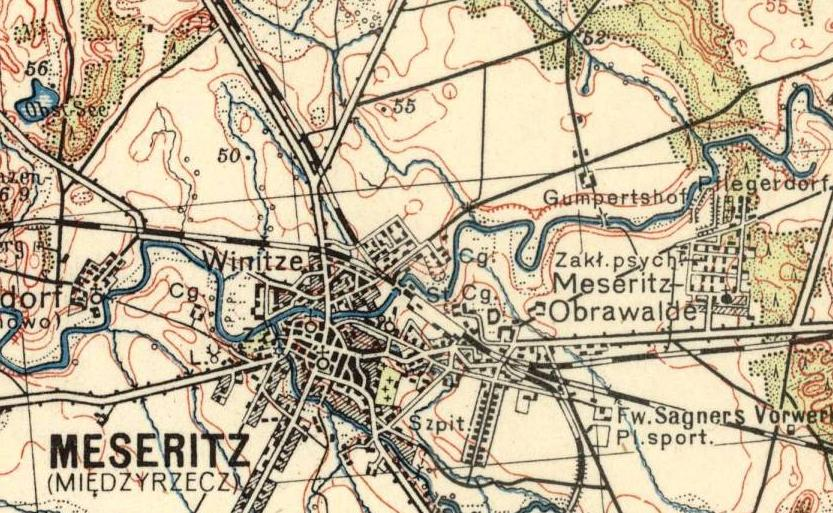
Międzyrzecz w latach 30 XX wieku

Okres ten cechował się największymi zmianami w układzie ulic a związane to było z rozwojem terytorialnym miasta. W obrębie Starego Miasta zmiany były wynikiem głównie pożarów, które niszczyły znaczne kwartały zabudowy. W połowie XIX wieku splantowano pozostałości miejskich fortyfikacji a na ich miejscu założono tereny zielone (okolice fary pw. Św. Jana Chrzciciela). Dalsze zmiany następują na przełomie XIX i XX wieku, kiedy to miasto rozwija się w kierunku wschodnim po wybudowaniu stacji kolejowej. Powstają nowe drogi i ulice łączące odleglejsze obszary miasta. W kierunku południowym od fary wybudowano nową drogę w kierunku Świebodzina co poszerzyło zabudowę w tym kierunku (obecnie ulica Mieszka I). W prawobrzeżnej części miasta powstało osiedle kolejowe. Rozwój następuje także w kierunku Skwierzyny. W 1923 roku do miasta przyłączono wieś Winnica. W okresie międzywojennym rozbudowywane są kolejne osiedla mieszkaniowe wzdłuż obecnej ul Wojska Polskiego czy całkowicie nowy układ – osiedle Reymonta. W 1928 przyłączono do miasta odległe Obrzyce.

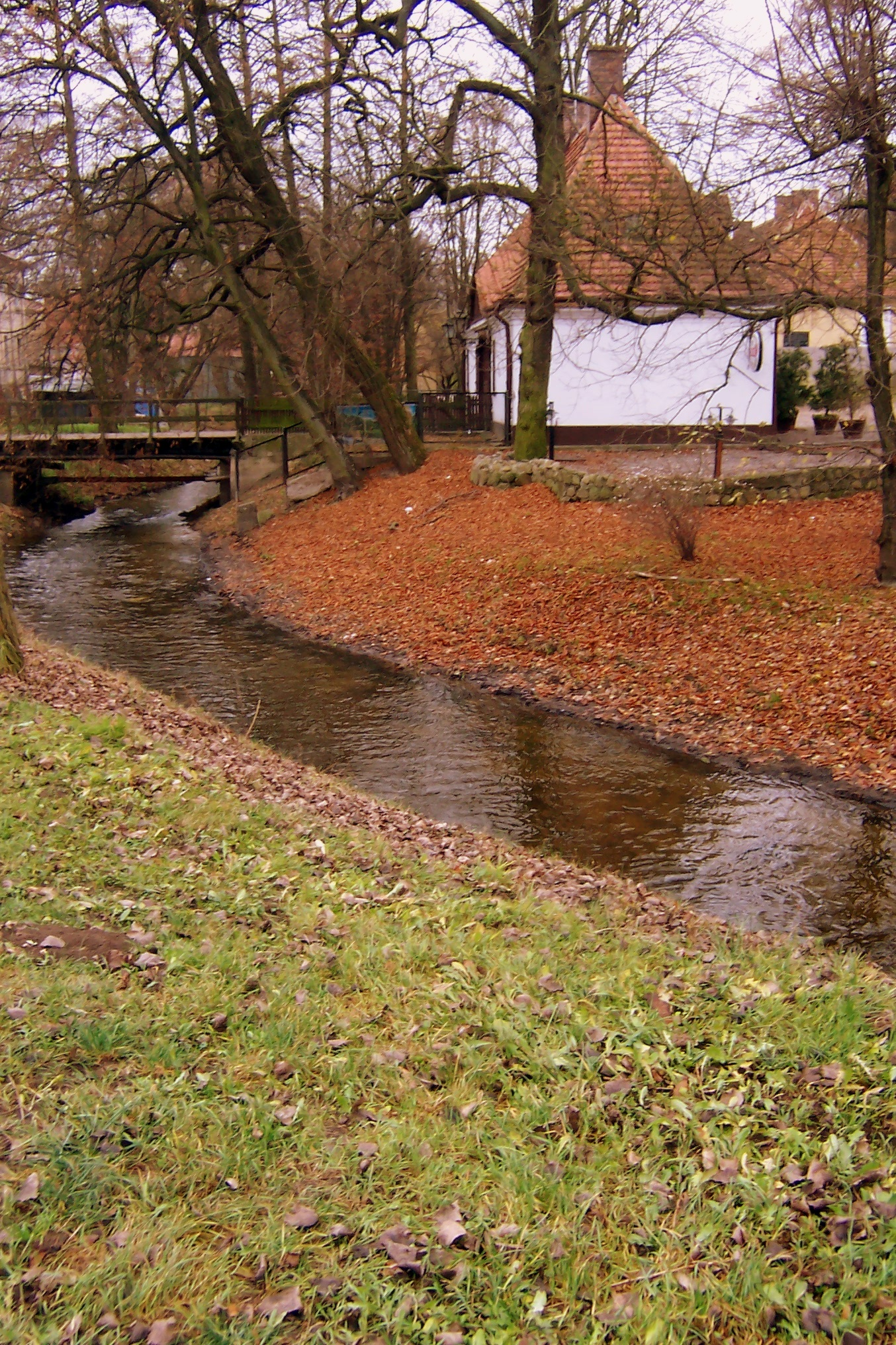
Sztuczne ujście Paklicy

## Okres powojenny
W wyniku działań zbrojnych Międzyrzecz znacznie ucierpiał. Dotyczyło to głównie zabudowy, lecz jej braki doprowadziły do korekt przebiegu ulic zwłaszcza w obrębie Starego Miasta. Od lat 50 do 80 powstają kolejne budynki mieszkalne oraz osiedla mieszkaniowe: Kasztelańskie, Piastowskie, Sikorskiego i Centrum. To ostatnie powstało w miejscu dawnych przedmieść, co doprowadziło do niemal całkowitej zmiany dawnej siatki ulic. W północnej części miasta, ulokowana została strefa przemysłowa.

## Zmiany cieków wodnych
W wyniku rozwoju miasta prowadzono także prace melioracyjne, które miały znaczenie dla gospodarczego życia miasta, zwłaszcza zmiana biegu Paklicy. W połowie XIII wieku przekopano sztuczne ujście rzeki w miejscu, gdzie w czasach grodu znajdowała się zabagniona dolinka nad którą była grobla lub most łączący wyspę z osadą przygrodową. Związane to było z budową młyna oraz zasileniem miejskich fos.